# Вільхове (заповідне урочище)
Вільхове — заповідне урочище, розташоване на території Калинівського району Вінницької області (Козятинське лісництво, кв. 32 діл. 13). Оголошене відповідно до Розпорядження Вінницького Облвиконкому від 29.08.1984 р. № 371.
За фізико-географічним районуванням України належить до Самгородсько-Липовецького району Північної області Придніпровської височини Дністровсько-Дніпровської лісостепової провінції Лісостепової зони, що являє собою хвилясту підвищену лесову денудаційну рівнину з чорноземами типовими малогумусними.  
Клімат помірно континентальний з нежарким літом і порівняно недовгою, м'якою зимою. Середня температура січня становить -6,5°...-6°С, липня + 19°...+18,5°С  Річна кількість опадів - 550-525 мм. 
За геоботанічним районуванням України урочище належить до Європейської широколистяної області, Подільсько-Бесарабської провінції, Вінницького (Центральноподільського) округу. 
Охороняється високопродуктивна ділянка вільхи чорної віком понад 100 років В трав'яному покриві переважають мезофітні і мезогігрофітні види: кропива жабрієлиста, таволга в'язолиста, вербозілля звичайне, незабудка болотна, осока болотна і гостроподібна, смовдь болотяна, дягель лісовий, хміль звичайний, паслін солодко-гіркий, калюжниця болотна, осот городній, м'ята водяна, слабник водяний, лепешняк дібровний і водяний тощо.